# Rodolfo Spahr
Rodolfo Spahr (* als Paul Rudolf Spahr am 3. November 1894 in Catania, Italien; heimatberechtigt in Herzogenbuchsee; † 15. Dezember 1981 in Binningen) war ein Schweizer Numismatiker und Geschäftsmann.

## Leben und Werk
Rodolfo Spahr war Sohn des Kaufmanns Johann Rudolf Spahr und der Anna Ida geborene Schweizer. Nach seiner Kindheit in Catania besuchte er die Schulen in der Ostschweiz. Im Ersten Weltkrieg leistete Spahr Aktivdienst als Offizier. Danach übernahm er das Geschäft des Vaters in Catania und heiratete 1920 Emilie, eine Tochter des Johannes Durisch.
Spahr war an Archäologie und Numismatik interessiert. Seine beiden Bücher gelten als grundlegende Werke sowie vollständige
und zuverlässige Materialsammlungen für sizilianische Münzprägungen. Er war Ehrenmitglied der Schweizerischen Numismatischen Gesellschaft. Seine Sammlung aller sizilianischer Prägungen wurde sechs Jahre nach seinem Tod anonym verkauft.

## Schriften
- Le Monete Siciliane dagli Aragonesi ai Borboni, 1282–1836. Banco di Sicilia, Palermo 1959.
- Le Monete Siciliane dai Bizantini a Carlo I d’Angio (582–1282). Zürich und Graz 1976.